# Жозеф Каса-Вубу
Жозеф Каса-Вубу (фр. Joseph Kasa-Vubu; Тшела, 1910 — Бома, 24. март 1969) био је први председник Демократске Републике Конго од 1960. до 1965. године.

## Биографија
Рођен је 1910. године у месту Тшела. Одгојили су га католички мисионари. Завршио је студиј теологије и филозофије до 1939, након чега је радио као учитељ. Био је вођа Покрета АБАКО у којем је био окупљен његов народ Баконго.
Након стицања независности Конга од Белгије 1960. године, народна скупштина изабрала је 30. јуна Каса-Вубуа за првог председника Конга. Централна влада је упала у политичку кризу, растрзана између конзервативца Каса-Вубуа и националисте премијера Патриса Лумумбе, те оптерећена сецесионистичким покретима у Катанги и Касаију.
Каса-Вубу је 5. септембра сменуио Лумумбу с функције премијера. Лумумба није признао његов потез и такође сменио Каса-Вубуа. Ситуација је окончана када је генерал Жозеф Мобуту ухапсио Лумумбу и предао га сецесионистичким снагама Мојсе Чомбеа у Катанги, које су га убиле.
Каса-Вубу је наредних пет година председавао нестабилним владама. Покушао је да у владу укључи Чомбеа, али је он био компромитован међу народом због сарадње с белим плаћеницима и западним империјалистима. Изгубио је Каса-Вубуову потпору и овај га је сменио с места премијера у октобру 1965. године.
Мобуту је 25. новембра 1965. године извршио пуч и сменио Каса-Вубуа с места председника. Каса-Вубу је смештен у кућни притвор и умро у свом дому у Боми 1969. године.